# Le Glaive de la loi
Pour plus de détails, voir Fiche technique et Distribution.
Le Glaive de la loi (titre original : Name the Man) est un film de procès muet américain réalisé par Victor Sjöström, sorti en 1924.

## Synopsis
Victor, jeune avocat brillant, est promis à un avenir radieux : succéder à son père, deemster de l'Île de Man, et épouser Fenella, la fille du gouverneur. Lorsqu'il annonce à celle-ci qu'il est enfin diplômé et qu'ils vont pouvoir se marier, elle expose son intention d'accepter un poste à l'université. Victor ne peut accepter que sa femme travaille et part noyer son désespoir avec son ami Alick. Ce dernier lui présente Bessie, fille de la campagne en lutte avec son beau-père. Dans le même temps, Fenella se résigne et fait prévenir Victor que le mariage pourra bien avoir lieu. Mais il est déjà trop tard : Victor et Bessie passent la nuit ensemble. 
Le décès de son père pousse néanmoins Victor à épouser Fenella. Il est rapidement nommé nouveau deemster de l'île et place secrètement Bessie chez une gouvernante. Esseulée et malgré sa grossesse, Bessie flirte avec Alick. La gouvernante la convainc alors de rentrer chez elle : cela est plus honnête envers Alick.
De retour au domicile familial, Bessie et sa mère mettent courageusement le terrible beau-père à la porte et Bessie avorte de l'enfant illégitime. La police l'arrête pour ce qui est alors considéré comme un crime. Elle est jugée par Victor qui, malgré les conséquences pour sa vie personnelle et sa carrière, avoue publiquement être le père.

## Fiche technique
- Titre : Le Glaive de la loi
- Titre original : Name the Man
- Réalisation : Victor Sjöström

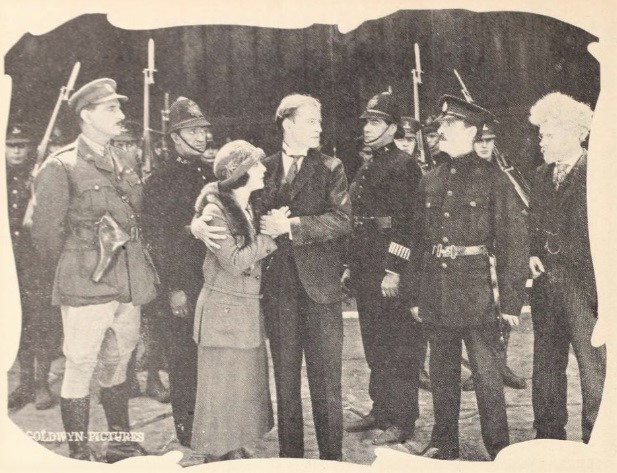
publicité pour le film parue dans Moving Picture World le 2 février 1924.

- Scénario : Paul Bern (scénariste), Hall Caine (roman)
- Producteur : Samuel Goldwyn
- Pays de production : États-Unis
- Format : Noir et blanc - film muet
- Dates de sortie :
  - États-Unis : 27 janvier 1924
  - France : 17 avril 1925 (Lille)[1]

## Distribution
- Mae Busch : Bessie Collister
- Conrad Nagel : Victor Stowell
- Hobart Bosworth : Christian Stowell
- Creighton Hale : Alick Gell
- Patsy Ruth Miller : Fenella Stanley
- Winter Hall : Le gouverneur Stanley
- Aileen Pringle : Isabelle
- DeWitt Jennings : Dan Collister
- Evelyn Selbie : Lisa Collister
- Mark Fenton : Le policier Cain
- Anna Hernandez : Mme Quayle
- Mme Charles Craig : Mme Brown
- Cecil Holland : Le juge d'instruction
- Lucien Littlefield : Sharf
- William Orlamond : Taubman
- Charles Mailes : L'avocat général
- Andrew Arbuckle : Vondy